# Controverse fabriquée
La controverse fabriquée, ou controverse artificielle, ou encore fausse controverse, est une technique utilisée par certains groupes de pression et leurs officines pour confondre l'opinion publique, en lui faisant croire qu'il existe une controverse sur un sujet, alors que celui-ci fait l'objet d'un consensus scientifique,,,. 
Elle peut par exemple consister dans le financement et la publication d'un petit nombre d'études scientifiques contredisant les résultats obtenus dans la majorité des études existantes. Créée par l'industrie du tabac dans les années 1950, cette technique est notamment utilisée par l'industrie de la pétrochimie et les secteurs agrochimique et agroalimentaire et concerne entre autres le tabac, les pesticides, les perturbateurs endocriniens,, le changement climatique, le sucre ajouté, les matières grasses et les produits transformés. 
L'expression manufacture du doute est également utilisée pour désigner cette technique dont le recours est généralement motivé par une idéologie ou le profit.

## Mécanismes de fonctionnement
La controverse fabriquée est un ensemble de tactiques utilisées par certains lobbies ou certaines entreprises dans le but de « neutraliser l'influence du discours scientifique » au sein de la fabrication de l'opinion publique ou de l'élaboration de politiques publiques. Ainsi, le picorage (« cherry picking ») de données favorables, l'utilisation d'experts partiaux, l'exagération d'incertitudes inhérentes à certains modèles théoriques ainsi que le faux équilibre sont autant de méthodes contribuant à créer et entretenir une controverse fabriquée.

« La recette est d'amplifier les incertitudes, de sélectionner soigneusement les experts, d'attaquer personnellement des scientifiques ciblés, de marginaliser le rôle des institutions scientifiques reconnues et d'amener les médias à présenter « les deux facettes » de la controverse ainsi fabriquée. »

— Alan D. Attie, The Republican war on science
Les « fabricants de controverse » qualifient parfois de science poubelle des résultats de la recherche scientifique crédibles et utilisent des « tactiques de ralentissement » pour freiner la diffusion d'informations scientifiques valides,. Ils promeuvent la carrière de chercheurs dont les travaux servent leurs intérêts et favorisent la visibilité de ceux-ci (subventions, prix scientifiques (en), financements pour publier dans des revues en accès ouvert).

## Exemples
Quelques exemples de controverses étiquetées comme étant des controverses fabriquées :
- Risques liés au tabagisme ;
- Diminution de la couche d'ozone ;
- Déni du changement climatique (climatoscepticisme) ;
- Négation de la Shoah
- Négation du génocide des Tutsi au Rwanda
- Négation du génocide arménien
- Controverse du chrome hexavalent
- Contestation de la responsabilité du VIH dans le sida
- Controverse sur la vaccination
- Dessein intelligent, créationnisme, néocréationnisme
- Les Marchands de doute (2010)
- Discovery Institute (1991)
- Dénialisme, Astroturfing...
- Goliath